# Šla Nanynka do zelí
Šla Nanynka do zelí patří mezi nejznámější české lidové písně. Pochází z Čech a má dvě sloky. Zpívá se ve dvoučtvrťovém rytmu. Doprovází se durovými akordy postavenými na tónice, dominantě a v jednom případě také na subdominantě.
Zaznamenal ji Karel Jaromír Erben ve své sbírce Prostonárodní české písně a říkadla z roku 1864, a to pod názvem Šla Andulka do zelí.